# HydraIRC
 (septembre 2012).
Si vous disposez d'ouvrages ou d'articles de référence ou si vous connaissez des sites web de qualité traitant du thème abordé ici, merci de compléter l'article en donnant les références utiles à sa vérifiabilité et en les liant à la section « Notes et références ».
HydraIRC est un client open source pour le protocole IRC sous windows (écrit en C++ sous Microsoft Visual Studio 7). HydraIRC supporte les principales fonctionnalités moderne d'IRC comme le chat et le transfert de fichiers par DCC ainsi que l'ajout de scripts (écrits en n'importe quel langage de scripting !) sous forme de DLL.
Note : Ce client ne respect actuellement pas totalement la RFC IRC 1459. Notamment à l'envoi du tag USER ou le nom du serveur est remplacé par le signe "*".